# Coppa del Mondo di nuoto 2017
La XXIX edizione della Coppa del Mondo di nuoto (FINA/airweave Swimming World Cup 2017) si disputò fra il 2 agosto e il 19 novembre 2017, mettendo in palio un montepremi totale di 2 milioni di dollari.
Le tappe in calendario furono otto, le stesse dell'edizione precedente, a parte Chartres, che lasciò il posto a Eindhoven, e Dubai, che pur facendo inizialmente parte del programma, in seguito non fu riconfermata. A differenza delle edizioni passate, ogni gara individuale venne nuotata non più una volta per ciascuna tappa ma due volte per ciascun cluster (il programma delle staffette invece non subì modifiche). Anche questa edizione, come la stragrande maggioranza delle precedenti, si disputò in vasca corta.
I vincitori furono il sudafricano Chad le Clos (al 4º titolo) in campo maschile, e la svedese Sarah Sjöström (1º titolo per lei) in quello femminile.

## Calendario
| Cluster | # | Date               | Sede                   | Impianto                                    |
| ------- | - | ------------------ | ---------------------- | ------------------------------------------- |
| Europa  | 1 | 2 - 3 agosto       | Mosca, Russia          | Olimpiysky Sports Complex                   |
| Europa  | 2 | 6 - 7 agosto       | Berlino, Germania      | SSE                                         |
| Europa  | 3 | 11 - 12 agosto     | Eindhoven, Paesi Bassi | Pieter van den Hoogenband Swimming Stadium  |
| Asia 1  | 4 | 30 sett. - 1° ott. | Hong Kong              | Victoria Park Swimming Pool                 |
| Asia 1  | 5 | 4 - 5 ottobre      | Doha, Qatar            | Hamad Aquatic Centre                        |
| Asia 2  | 6 | 10 - 11 novembre   | Pechino, Cina          | Centro acquatico nazionale                  |
| Asia 2  | 7 | 14 - 15 novembre   | Tokyo, Giappone        | Tokyo Tatsumi International Swimming Center |
| Asia 2  | 8 | 18 - 19 novembre   | Singapore              | OCBC Aquatic Centre                         |

## Attribuzione dei punteggi
In ciascuno degli otto eventi in calendario vengono assegnati dei punti secondo questi tre criteri:
- Ad ogni gara individuale (sono perciò escluse dal computo le staffette) ciascuno dei tre medagliati riceve 12, 9 e 6 punti, rispettivamente per oro, argento e bronzo. Se ci dovessero essere arrivi a pari merito, entrambi gli atleti riceverebbero lo stesso ammontare di punti (ad esempio per un terzo posto a pari merito entrambi gli atleti riceverebbero 6 punti).
- Vengono accordati 24, 18 e 12 punti alle tre migliori prestazioni maschili e alle tre migliori prestazioni femminili stabilite nel corso dei singoli eventi (o tappe) della manifestazione, classificate secondo il FINA Point Scoring System[5]. Se due o più nuotatori che rientrano fra i tre qui presi in esame hanno totalizzato nella loro prestazione migliore gli stessi punti-ranking (ad esempio finendo a pari merito nella stessa gara, o ricevendo lo stesso ammontare di punti-ranking in due gare distinte), sarà presa in considerazione la loro seconda miglior prestazione e, nel caso in cui la parità persista, la terza.
- Quando un nuotatore stabilisce un nuovo record del mondo riceve un extra di 20 punti; quando eguaglia un precedente record del mondo riceve un extra di 10 punti.

## Classifiche finali

### Maschile
| Pos.    | Atleta                | Nazionale   | Tot. | Russia (bandiera) | Germania (bandiera) | Paesi Bassi (bandiera) | Hong Kong (bandiera) | Qatar (bandiera) | Cina (bandiera) | Giappone (bandiera) | Singapore (bandiera) |
| ------- | --------------------- | ----------- | ---- | ----------------- | ------------------- | ---------------------- | -------------------- | ---------------- | --------------- | ------------------- | -------------------- |
| Oro     | Chad le Clos          | Sudafrica   | 447  | 36                | 63                  | 60                     | 75                   | 78               | 48              | 42                  | 45                   |
| Argento | Vladimir Morozov      | Russia      | 333  | 24                | 24                  | 45                     | 45                   | 51               | 48              | 36                  | 60                   |
| Bronzo  | Kirill Prigoda        | Russia      | 270  | 36                | 27                  | 30                     | 42                   | 66               | 9               | 18                  | 42                   |
| 4       | Thomas Shields        | Stati Uniti | 186  | 12                | 27                  | 33                     | 75                   | 39               | -               | -                   | -                    |
| 5       | Cameron van der Burgh | Sudafrica   | 153  | 36                | 21                  | 12                     | 42                   | 42               | -               | -                   | -                    |
| 6       | Daiya Seto            | Giappone    | 114  | -                 | -                   | -                      | -                    | -                | 36              | 48                  | 30                   |
| 7       | Christian Diener      | Germania    | 105  | 15                | 6                   | 18                     | 24                   | 36               | 6               | -                   | -                    |
| 7       | Il'ja Šymanovič       | Bielorussia | 105  | 30                | 6                   | 6                      | 21                   | 21               | 6               | 6                   | 9                    |
| 9       | Pavel Sankovič        | Bielorussia | 93   | 12                | 6                   | 12                     | 18                   | 15               | 9               | 9                   | 12                   |
| 10      | Masaki Kaneko         | Giappone    | 81   | 15                | 18                  | 18                     | -                    | -                | -               | 12                  | 18                   |

### Femminile
| Pos.    | Atleta              | Nazionale   | Tot. | Russia (bandiera) | Germania (bandiera) | Paesi Bassi (bandiera) | Hong Kong (bandiera) | Qatar (bandiera) | Cina (bandiera) | Giappone (bandiera) | Singapore (bandiera) |
| ------- | ------------------- | ----------- | ---- | ----------------- | ------------------- | ---------------------- | -------------------- | ---------------- | --------------- | ------------------- | -------------------- |
| Oro     | Sarah Sjöström      | Svezia      | 629  | 109               | 60                  | 97                     | 87                   | 93               | 69              | 63                  | 51                   |
| Argento | Katinka Hosszú      | Ungheria    | 482  | 57                | 80                  | 39                     | 96                   | 87               | 45              | 42                  | 36                   |
| Bronzo  | Ranomi Kromowidjojo | Paesi Bassi | 299  | 36                | 65                  | 21                     | 33                   | 27               | 45              | 45                  | 27                   |
| 4       | Emily Seebohm       | Australia   | 282  | 36                | 21                  | 21                     | 42                   | 54               | 36              | 30                  | 42                   |
| 5       | Alia Atkinson       | Giamaica    | 210  | 24                | 30                  | 36                     | 30                   | 33               | 24              | 9                   | 24                   |
| 6       | Mireia Belmonte     | Spagna      | 122  | 27                | 21                  | 74                     | -                    | -                | -               | -                   | -                    |
| 7       | Rikke Pedersen      | Danimarca   | 117  | 12                | 9                   | 6                      | 27                   | 30               | 6               | 12                  | 15                   |
| 8       | Cate Campbell       | Australia   | 108  | 12                | 6                   | 6                      | -                    | -                | 27              | 15                  | 42                   |
| 9       | Femke Heemskerk     | Paesi Bassi | 102  | -                 | 6                   | 6                      | 51                   | 39               | -               | -                   | -                    |
| 10      | Zhang Yufei         | Cina        | 81   | -                 | -                   | -                      | 21                   | 21               | 21              | 6                   | 12                   |

## Vincitori

### Mosca
Fonte
| Gara                | Atleti                                                                       | Perf.                           | Gara         | Atleti                                                                  | Perf.                           | Gara   | Atleti                               | Perf.           |
| ------------------- | ---------------------------------------------------------------------------- | ------------------------------- | ------------ | ----------------------------------------------------------------------- | ------------------------------- | ------ | ------------------------------------ | --------------- |
| Stile libero        |                                                                              |                                 |              |                                                                         |                                 |        |                                      |                 |
| 50 m                | Vladimir Morozov Sarah Sjöström                                              | 20"93 23"10                     | 200 m        | Chad le Clos —                                                          | 1'42"54 —                       | 800 m  | Mireia Belmonte                      | 8'07"10         |
| 100 m               | — Sarah Sjöström                                                             | — 50"77                         | 400 m        | Aleksandr Krasnych Federica Pellegrini                                  | 3'38"85 3'57"80                 | 1500 m | —                                    | —               |
| Dorso               |                                                                              |                                 |              |                                                                         |                                 |        |                                      |                 |
| 50 m                | Pavel Sankovič Emily Seebohm                                                 | 23"20 26"35                     | 100 m        | — Katinka Hosszú                                                        | — 55"65                         | 200 m  | Radosław Kawęcki —                   | 1'48"96 —       |
| Rana                |                                                                              |                                 |              |                                                                         |                                 |        |                                      |                 |
| 50 m                | — Alia Atkinson                                                              | — 29"46                         | 100 m        | Cameron van der Burgh —                                                 | 56"30 —                         | 200 m  | Kirill Prigoda Rikke Møller Pedersen | 2'02"16 2'19"84 |
| Farfalla            |                                                                              |                                 |              |                                                                         |                                 |        |                                      |                 |
| 50 m                | Chad le Clos —                                                               | 22"31 —                         | 100 m        | Chad le Clos Sarah Sjöström                                             | 49"13 55"70                     | 200 m  | — Franziska Hentke                   | — 2'03"43       |
| Misti               |                                                                              |                                 |              |                                                                         |                                 |        |                                      |                 |
| 100 m               | Vladimir Morozov Katinka Hosszú                                              | 51"04 57"02                     | 200 m        | — Katinka Hosszú                                                        | — 2'04"76                       | 400 m  | Philip Heintz —                      | 4'04"49 —       |
| Staffette           |                                                                              |                                 |              |                                                                         |                                 |        |                                      |                 |
| 4x50 m stile libero | Russia Vladimir Morozov Sergej Fesikov Rozaliya Nasretdinova Veronika Popova | 1'31"39 21"51 21"37 24"21 24"30 | 4x50 m mista | Russia Vladimir Morozov Kirill Prigoda Svetlana Čimrova Veronika Popova | 1'39"10 23"59 25"49 25"50 24"52 |        |                                      |                 |

### Berlino
Fonte
| Gara                | Atleti                                                                  | Perf.                           | Gara         | Atleti                                                                   | Perf.                           | Gara   | Atleti                          | Perf.           |
| ------------------- | ----------------------------------------------------------------------- | ------------------------------- | ------------ | ------------------------------------------------------------------------ | ------------------------------- | ------ | ------------------------------- | --------------- |
| Stile libero        |                                                                         |                                 |              |                                                                          |                                 |        |                                 |                 |
| 50 m                | — Ranomi Kromowidjojo                                                   | — 22"93                         | 200 m        | Dominik Kozma Sarah Sjöström                                             | 1'41"03 1'51"56                 | 800 m  | —                               | —               |
| 100 m               | Vladimir Morozov —                                                      | 45"23 —                         | 400 m        | — Mireia Belmonte                                                        | — 3'57"79                       | 1500 m | Gabriele Detti                  | 14'18"33        |
| Dorso               |                                                                         |                                 |              |                                                                          |                                 |        |                                 |                 |
| 50 m                | — Emily Seebohm                                                         | — 26"15                         | 100 m        | Radosław Kawęcki —                                                       | 49"97 —                         | 200 m  | Radosław Kawęcki Katinka Hosszú | 1'48"20 2'00"37 |
| Rana                |                                                                         |                                 |              |                                                                          |                                 |        |                                 |                 |
| 50 m                | Cameron van der Burgh —                                                 | 25"49 —                         | 100 m        | Kirill Prigoda Alia Atkinson                                             | 56"35 1'03"16                   | 200 m  | — Alia Atkinson                 | — 2'18"96       |
| Farfalla            |                                                                         |                                 |              |                                                                          |                                 |        |                                 |                 |
| 50 m                | Chad le Clos Sarah Sjöström                                             | 22"32 24"57                     | 100 m        | — Katinka Hosszú                                                         | — 55"86                         | 200 m  | Chad le Clos —                  | 1'49"08 —       |
| Misti               |                                                                         |                                 |              |                                                                          |                                 |        |                                 |                 |
| 100 m               | — Katinka Hosszú                                                        | — 56"51                         | 200 m        | Philip Heintz —                                                          | 1'52"64 —                       | 400 m  | Philip Heintz Katinka Hosszú    | 4'05"16 4'19"82 |
| Staffette           |                                                                         |                                 |              |                                                                          |                                 |        |                                 |                 |
| 4x50 m stile libero | Paesi Bassi Thom De Boer Ranomi Kromowidjojo Femke Heemskerk Jesse Puts | 1'28"70 21"40 22"87 23"29 21"14 | 4x50 m mista | Paesi Bassi Jesse Puts Arno Kamminga Maaike de Waard Ranomi Kromowidjojo | 1'38"41 24"20 26"23 24"91 23"07 |        |                                 |                 |

### Eindhoven
Fonte
| Gara                | Atleti                                                                  | Perf.                           | Gara         | Atleti                                                                     | Perf.                           | Gara   | Atleti                       | Perf.           |
| ------------------- | ----------------------------------------------------------------------- | ------------------------------- | ------------ | -------------------------------------------------------------------------- | ------------------------------- | ------ | ---------------------------- | --------------- |
| Stile libero        |                                                                         |                                 |              |                                                                            |                                 |        |                              |                 |
| 50 m                | Vladimir Morozov —                                                      | 20"79 —                         | 200 m        | — Sarah Sjöström                                                           | — 1'50"43                       | 800 m  | Mireia Belmonte              | 8'07"47         |
| 100 m               | Chad le Clos Sarah Sjöström                                             | 45"96 50"58                     | 400 m        | Aleksandr Krasnych —                                                       | 3'38"35 —                       | 1500 m | Henrik Christiansen          | 14'26"48        |
| Dorso               |                                                                         |                                 |              |                                                                            |                                 |        |                              |                 |
| 50 m                | Pavel Sankovič —                                                        | 22"84 —                         | 100 m        | Masaki Kaneko Emily Seebohm                                                | 49"65 56"00                     | 200 m  | — Katinka Hosszú             | — 2'00"05       |
| Rana                |                                                                         |                                 |              |                                                                            |                                 |        |                              |                 |
| 50 m                | Cameron van der Burgh Alia Atkinson                                     | 25"63 28"84                     | 100 m        | — Alia Atkinson                                                            | — 1'02"67                       | 200 m  | Kirill Prigoda —             | 2'02"15 —       |
| Farfalla            |                                                                         |                                 |              |                                                                            |                                 |        |                              |                 |
| 50 m                | — Ranomi Kromowidjojo                                                   | — 24"54                         | 100 m        | Chad le Clos —                                                             | 49"09 —                         | 200 m  | Chad le Clos Mireia Belmonte | 1'48"67 2'03"02 |
| Misti               |                                                                         |                                 |              |                                                                            |                                 |        |                              |                 |
| 100 m               | Vladimir Morozov —                                                      | 50"70 —                         | 200 m        | Philip Heintz Katinka Hosszú                                               | 1'53"23 2'05"01                 | 400 m  | — Mireia Belmonte            | — 4'18"94       |
| Staffette           |                                                                         |                                 |              |                                                                            |                                 |        |                              |                 |
| 4x50 m stile libero | Paesi Bassi Jesse Puts Thom de Boer Femke Heemskerk Ranomi Kromowidjojo | 1'28"90 21"19 21"01 23"80 22"90 | 4x50 m mista | Paesi Bassi Maaike de Waard Arno Kamminga Ranomi Kromowidjojo Thom de Boer | 1'39"34 26"79 26"33 24"72 21"50 |        |                              |                 |

### Hong Kong
Fonte
| Gara                | Atleti                                                                  | Perf.                           | Gara         | Atleti                                                                     | Perf.                           | Gara   | Atleti                          | Perf.           |
| ------------------- | ----------------------------------------------------------------------- | ------------------------------- | ------------ | -------------------------------------------------------------------------- | ------------------------------- | ------ | ------------------------------- | --------------- |
| Stile libero        |                                                                         |                                 |              |                                                                            |                                 |        |                                 |                 |
| 50 m                | Vladimir Morozov Sarah Sjöström                                         | 20"91 23"42                     | 200 m        | Chad le Clos Sarah Sjöström                                                | 1'42"88 1'51"77                 | 800 m  | Li Bingjie                      | 8'27"89         |
| 100 m               | Vladimir Morozov Sarah Sjöström                                         | 45"91 51"99                     | 400 m        | Gabriele Detti Femke Heemskerk                                             | 3'43"11 4'04"30                 | 1500 m | Qiu Ziao                        | 14'44"09        |
| Dorso               |                                                                         |                                 |              |                                                                            |                                 |        |                                 |                 |
| 50 m                | Pavel Sankovič Katinka Hosszú                                           | 23"03 26"24                     | 100 m        | Christian Diener Katinka Hosszú                                            | 51"44 56"20                     | 200 m  | Christian Diener Katinka Hosszú | 1'51"25 2'03"14 |
| Rana                |                                                                         |                                 |              |                                                                            |                                 |        |                                 |                 |
| 50 m                | Cameron van der Burgh Alia Atkinson                                     | 25"80 29"26                     | 100 m        | Cameron van der Burgh Alia Atkinson                                        | 56"43 1'04"09                   | 200 m  | Kirill Prigoda Kierra Smith     | 2'04"02 2'18"48 |
| Farfalla            |                                                                         |                                 |              |                                                                            |                                 |        |                                 |                 |
| 50 m                | Chad le Clos Sarah Sjöström                                             | 22"52 24"62                     | 100 m        | Chad le Clos Sarah Sjöström                                                | 50"28 55"32                     | 200 m  | Thomas Shields Zhang Yufei      | 1'49"62 2'08"64 |
| Misti               |                                                                         |                                 |              |                                                                            |                                 |        |                                 |                 |
| 100 m               | Vladimir Morozov Katinka Hosszú                                         | 51"64 56"97                     | 200 m        | Kirill Prigoda Katinka Hosszú                                              | 1'54"81 2'05"29                 | 400 m  | Ayrton Sweeney Katinka Hosszú   | 4'07"76 4'33"55 |
| Staffette           |                                                                         |                                 |              |                                                                            |                                 |        |                                 |                 |
| 4x50 m stile libero | Paesi Bassi Thom de Boer Kyle Stolk Femke Heemskerk Ranomi Kromowidjojo | 1'32"11 22"04 21"69 24"21 24"17 | 4x50 m mista | Paesi Bassi Maaike de Waard Arno Kamminga Ranomi Kromowidjojo Thom de Boer | 1'40"75 26"74 26"43 25"63 21"95 |        |                                 |                 |

### Doha
Fonte
| Gara                | Atleti                                                                  | Perf.                           | Gara         | Atleti                                                                     | Perf.                           | Gara   | Atleti                               | Perf.           |
| ------------------- | ----------------------------------------------------------------------- | ------------------------------- | ------------ | -------------------------------------------------------------------------- | ------------------------------- | ------ | ------------------------------------ | --------------- |
| Stile libero        |                                                                         |                                 |              |                                                                            |                                 |        |                                      |                 |
| 50 m                | Vladimir Morozov Sarah Sjöström                                         | 20"98 23"28                     | 200 m        | Chad le Clos Sarah Sjöström                                                | 1'44"40 1'52"00                 | 800 m  | Wang Jianjiahe                       | 8'15"35         |
| 100 m               | Vladimir Morozov Sarah Sjöström                                         | 46"87 51"62                     | 400 m        | Gabriele Detti Wang Jianjiahe                                              | 3'42"57 4'02"43                 | 1500 m | Gergely Gyurta                       | 14'41"84        |
| Dorso               |                                                                         |                                 |              |                                                                            |                                 |        |                                      |                 |
| 50 m                | Christian Diener Emily Seebohm                                          | 23"58 26"29                     | 100 m        | Christian Diener Katinka Hosszú                                            | 51"00 56"27                     | 200 m  | Christian Diener Katinka Hosszú      | 1'50"96 2'02"06 |
| Rana                |                                                                         |                                 |              |                                                                            |                                 |        |                                      |                 |
| 50 m                | Cameron van der Burgh Alia Atkinson                                     | 25"70 29"42                     | 100 m        | Cameron van der Burgh Alia Atkinson                                        | 56"11 1'04"21                   | 200 m  | Kirill Prigoda Rikke Møller Pedersen | 2'01"24 2'18"86 |
| Farfalla            |                                                                         |                                 |              |                                                                            |                                 |        |                                      |                 |
| 50 m                | Chad le Clos Sarah Sjöström                                             | 22"45 24"76                     | 100 m        | Chad le Clos Sarah Sjöström                                                | 50"17 55"55                     | 200 m  | Chad le Clos Zhang Yufei             | 1'49"59 2'07"43 |
| Misti               |                                                                         |                                 |              |                                                                            |                                 |        |                                      |                 |
| 100 m               | Vladimir Morozov Katinka Hosszú                                         | 51"38 57"26                     | 200 m        | Kirill Prigoda Katinka Hosszú                                              | 1'55"57 2'05"29                 | 400 m  | Maksym Shemberev Katinka Hosszú      | 4'06"72 4'27"94 |
| Staffette           |                                                                         |                                 |              |                                                                            |                                 |        |                                      |                 |
| 4x50 m stile libero | Paesi Bassi Thom de Boer Kyle Stolk Maaike de Waard Ranomi Kromowidjojo | 1'32"20 22"05 21"69 24"52 23"94 | 4x50 m mista | Paesi Bassi Maaike de Waard Arno Kamminga Ranomi Kromowidjojo Thom de Boer | 1'40"92 27"11 26"54 25"67 21"60 |        |                                      |                 |

### Pechino
Fonte
| Gara                | Atleti                                                                  | Perf.                           | Gara         | Atleti                                        | Perf.                           | Gara   | Atleti                        | Perf.           |
| ------------------- | ----------------------------------------------------------------------- | ------------------------------- | ------------ | --------------------------------------------- | ------------------------------- | ------ | ----------------------------- | --------------- |
| Stile libero        |                                                                         |                                 |              |                                               |                                 |        |                               |                 |
| 50 m                | Vladimir Morozov Sarah Sjöström                                         | 20"83 23"40                     | 200 m        | Chad le Clos —                                | 1'41"81 —                       | 800 m  | Wang Jianjiahe                | 8'12"30         |
| 100 m               | — Sarah Sjöström                                                        | — 51"25                         | 400 m        | Ji Xinjie Wang Jianjiahe                      | 3'39"20 3'59"69                 | 1500 m | —                             | —               |
| Dorso               |                                                                         |                                 |              |                                               |                                 |        |                               |                 |
| 50 m                | Xu Jiayu Emily Seebohm                                                  | 23"09 26"28                     | 100 m        | — Katinka Hosszú                              | — 56"34                         | 200 m  | Ryōsuke Irie —                | 1'50"24 —       |
| Rana                |                                                                         |                                 |              |                                               |                                 |        |                               |                 |
| 50 m                | — Alia Atkinson                                                         | — 29"57                         | 100 m        | Yasuhiro Koseki —                             | 56"75 —                         | 200 m  | Yasuhiro Koseki Alia Atkinson | 2'03"43 2'19"58 |
| Farfalla            |                                                                         |                                 |              |                                               |                                 |        |                               |                 |
| 50 m                | Chad le Clos —                                                          | 22"22 —                         | 100 m        | Chad le Clos Sarah Sjöström                   | 49"18 55"60                     | 200 m  | — Zhang Yufei                 | — 2'05"02       |
| Misti               |                                                                         |                                 |              |                                               |                                 |        |                               |                 |
| 100 m               | Vladimir Morozov Katinka Hosszú                                         | 50"36 57"50                     | 200 m        | — Katinka Hosszú                              | — 2'04"64                       | 400 m  | Daiya Seto —                  | 3'58"20 —       |
| Staffette           |                                                                         |                                 |              |                                               |                                 |        |                               |                 |
| 4x50 m stile libero | Australia Cameron McEvoy Alexander Graham Bronte Campbell Cate Campbell | 1'30"81 21"69 21"90 24"12 23"10 | 4x50 m mista | Cina Xu Jiayu Yan Zibei Zhang Yufei Liu Xiang | 1'39"10 23"55 25"85 25"18 24"52 |        |                               |                 |

### Tokyo
Fonte
| Gara                | Atleti                                                                | Perf.                           | Gara         | Atleti                                                                 | Perf.                           | Gara   | Atleti                      | Perf.           |
| ------------------- | --------------------------------------------------------------------- | ------------------------------- | ------------ | ---------------------------------------------------------------------- | ------------------------------- | ------ | --------------------------- | --------------- |
| Stile libero        |                                                                       |                                 |              |                                                                        |                                 |        |                             |                 |
| 50 m                | — Ranomi Kromowidjojo                                                 | — 23"29                         | 200 m        | Cameron McEvoy Sarah Sjöström                                          | 1'43"37 1'52"94                 | 800 m  | —                           | —               |
| 100 m               | Vladimir Morozov —                                                    | 45"65 —                         | 400 m        | — Li Bingjie                                                           | — 3'59"14                       | 1500 m | Mychajlo Romančuk           | 14'28"26        |
| Dorso               |                                                                       |                                 |              |                                                                        |                                 |        |                             |                 |
| 50 m                | — Emily Seebohm                                                       | — 26"24                         | 100 m        | Xu Jiayu —                                                             | 49"82 —                         | 200 m  | Masaki Kaneko Emily Seebohm | 1'49"74 2'01"98 |
| Rana                |                                                                       |                                 |              |                                                                        |                                 |        |                             |                 |
| 50 m                | Yasuhiro Koseki —                                                     | 26"06 —                         | 100 m        | Yasuhiro Koseki Julija Efimova                                         | 56"49 1'03"90                   | 200 m  | — Rikke Møller Pedersen     | — 2'18"29       |
| Farfalla            |                                                                       |                                 |              |                                                                        |                                 |        |                             |                 |
| 50 m                | Chad le Clos Sarah Sjöström                                           | 22"49 24"65                     | 100 m        | — Sarah Sjöström                                                       | — 55"07                         | 200 m  | Chad le Clos —              | 1'50"71 —       |
| Misti               |                                                                       |                                 |              |                                                                        |                                 |        |                             |                 |
| 100 m               | — Katinka Hosszú                                                      | — 57"38                         | 200 m        | Daiya Seto —                                                           | 1'51"40 —                       | 400 m  | Daiya Seto Katinka Hosszú   | 3'57"66 4'22"05 |
| Staffette           |                                                                       |                                 |              |                                                                        |                                 |        |                             |                 |
| 4x50 m stile libero | Australia Cameron McEvoy Louis Townsend Bronte Campbell Cate Campbell | 1'29"97 21"43 21"70 24"18 22"66 | 4x50 m mista | Australia William Stockwell Matthew Wilson Emily Seebohm Cate Campbell | 1'39"05 24"21 26"40 25"41 23"03 |        |                             |                 |

### Singapore
Fonte
| Gara                | Atleti                                                                | Perf.                           | Gara         | Atleti                                                          | Perf.                           | Gara   | Atleti                   | Perf.           |
| ------------------- | --------------------------------------------------------------------- | ------------------------------- | ------------ | --------------------------------------------------------------- | ------------------------------- | ------ | ------------------------ | --------------- |
| Stile libero        |                                                                       |                                 |              |                                                                 |                                 |        |                          |                 |
| 50 m                | Vladimir Morozov —                                                    | 20"61 —                         | 200 m        | — Sarah Sjöström                                                | — 1'51"63                       | 800 m  | Li Bingjie               | 8'12"36         |
| 100 m               | Vladimir Morozov Cate Campbell                                        | 45"56 50"85                     | 400 m        | Péter Bernek —                                                  | 3'39"36 —                       | 1500 m | Gergely Gyurta           | 14'33"89        |
| Dorso               |                                                                       |                                 |              |                                                                 |                                 |        |                          |                 |
| 50 m                | Pavel Sankovič —                                                      | 22"82 —                         | 100 m        | Ryōsuke Irie Emily Seebohm                                      | 49"88 56"23                     | 200 m  | — Emily Seebohm          | — 2'01"41       |
| Rana                |                                                                       |                                 |              |                                                                 |                                 |        |                          |                 |
| 50 m                | Kirill Prigoda Alia Atkinson                                          | 25"80 29"29                     | 100 m        | — Alia Atkinson                                                 | — 1'03"79                       | 200 m  | Kirill Prigoda —         | 2'01"18 —       |
| Farfalla            |                                                                       |                                 |              |                                                                 |                                 |        |                          |                 |
| 50 m                | — Sarah Sjöström                                                      | — 24"61                         | 100 m        | Chad le Clos —                                                  | 49"49 —                         | 200 m  | Chad le Clos Zhang Yufei | 1'49"25 2'04"22 |
| Misti               |                                                                       |                                 |              |                                                                 |                                 |        |                          |                 |
| 100 m               | Vladimir Morozov —                                                    | 50"49 —                         | 200 m        | Daiya Seto Katinka Hosszú                                       | 1'51"88 2'04"37                 | 400 m  | — Katinka Hosszú         | — 4'25"88       |
| Staffette           |                                                                       |                                 |              |                                                                 |                                 |        |                          |                 |
| 4x50 m stile libero | Australia Cameron McEvoy Louis Townsend Bronte Campbell Cate Campbell | 1'29"34 21"28 21"55 23"72 22"79 | 4x50 m mista | Australia Bobby Hurley Matthew Wilson Emma McKeon Cate Campbell | 1'38"65 24"04 26"47 25"39 22"75 |        |                          |                 |